# Vozilo
Vozilo je svako prijevozno sredstvo namijenjeno za kretanje po cesti, osim dječjih prijevoznih sredstava, prijevoznih sredstava na osobni ili motorni pogon za osobe s invaliditetom ili starije osobe, ako se pritom ne kreću brzinom većom od brzine čovječjeg hoda.
Postoje različite vrste vozila:
- cestovna vozila
- motorna vozila
- željeznička vozila
- radna vozila
- skup vozila
- zaprežna vozila

## Pojmovi koji se vezuju uz vozilo
- Dužina vozila - ukupna dužina vozila uključujući i odbojnike (branike). Kod priključnih vozila koja imaju rudo, dužina se navodi zajedno s rudom, a u zagradama se navodi dužina bez ruda. Izražava se u milimetrima
- Širina vozila - ukupna širina vozila mjerena između dviju nasuprotnih nepokretnih bočnih točaka vozila. U širinu vozila se ne uzimaju u obzir podesivi dijelovi vozila kao što su bočni retrovizori. Izražava se u milimetrima.
- Visina vozila - visina mjerena na ravnoj podlozi u trenutku kad je vozilo neopterećeno i pri normalnom tlaku zraka u gumama vozila. U obzir se uzimaju svi čvrsti dijelovi koji su montirani na vozilo. Izražava se u milimetrima.
- Osovinski razmak vozila - razmak između osi prednjih i stražnjih kotača vozila. U slučaju da vozilo ima više od dvije osovine, razmak između njih se označava zbrojem razmaka (O1 + O2 + O3 + ...). Izražava se u milimetrima.
- Trag kotača vozila dobiva se pravilnim centriranjem podvozja. Centriranje podvozja se sastoji od podešavanja kutova kotača tako da su oni okomiti na podlogu (horizontalu) i međusobno paralelni. Svrha ovog podešavanja je povećanje trajnosti gume i bolje držanje smjera automobila na ravnom putu. Geometrija vozila međutim nekad može biti narušena, što prouzrokuje i nepravilan rad koji se odražava na gume. Naime, neujednačeno trošenje prednjih i stražnjih guma, kao i zanošenje vozila u jednu stranu tijekom vožnje, mogu ukazati na nepravilno centriranje podvozja. Nekad je potrebno centriranje "prednjeg podvozja" a nekad sva četiri kotača. To ovisi o konkretnoj situaciji i o tipu automobila. Važno je napomenuti da se podešavanje podvozja mora obavljati u skladu s proizvođačkom specifikacijom vozila.
- Trajna brzina vozila - (poznatija kao putna brzina) je najveća brzina vozila izražena u km/h, koju vozilo može trajno održavati a da pri tom ne nastaju oštećenja na vozilu i motoru vozila.
- Maksimalna brzina vozila je najveća moguća brzina vozila izražena u km/h koju vozilo može postići i održavati najmanje 1000 m, i nakon toga nastaviti kretanje trajnom brzinom.
- Nosivost vozila je dopuštena masa tereta do koje se vozilo smije opteretiti prema deklaraciji proizvođača vozila, s obzirom na dopuštena opterećenja nosivih sklopova vozila.
- Masa vozila je masa praznog vozila s punim spremnikom goriva te obveznim priborom i opremom za vozilo. Razlikuju se:
  - ukupna masa vozila - masa vozila zajedno s masom tereta koji se prevozi na vozilu, uključujući i masu osoba koje se nalaze na vozilu te masu priključnog vozila s teretom, ako je ono pridodano vučnom vozilu
  - osovinsko opterećenje - dio ukupne mase vozila u vodoravnom položaju kojim njegova osovina opterećuje vodoravnu podlogu u stanju mirovanja vozila,
- najveća dopuštena masa -  masa vozila zajedno s njegovom nosivošću
- Kategorizacija vozila

## Pojmovi koji se odnose na radnje vozila
- Zaustavljanje vozila
- Parkiranje vozila
- Mimoilaženje vozila
- Pretjecanje vozila
- Obilaženje vozila
- Polukružno okretanje vozila
- Prestrojavanje vozila
- Propuštanje vozila
- Mijenjanje prometne trake
- Ometanje prometa
- Ugrožavanje prometa
- Kolona
- Prometna nesreća

## Vanjske poveznice
- Vozila Hrvatska tehnička enciklopedija, portal hrvatske tehničke baštine. LZMK

- Zaprežna vozila Hrvatska tehnička enciklopedija, portal hrvatske tehničke baštine. LZMK